# Дворцовый проезд (Санкт-Петербург)
Дворцо́вый прое́зд — проезд в Центральном районе Санкт-Петербурга. Проходит от Адмиралтейской и Дворцовой набережных до Дворцовой площади.

## История
В справочнике 1837 года обозначен как Адмиралтейский переулок. Название дано по Главному адмиралтейству (дом 1).

Позже на месте проезда находилась Разводная площадь (с 1846 по 1891 год). Название связано с тем, что здесь происходил развод дворцового караула.

С 1849 по 1853 год — Разводный плац.

С 1877 по 1896 год — Разводная площадка.

Современное название известно с 1872 года. Название дано по Дворцовой площади и Дворцовой набережной.

До 1880-х годов — Дворцовое шоссе.

С 24 апреля 1925 года — Республиканский проезд. Название дано по Республиканскому мосту.

Современное название возвращено в 1952 году.

## Объекты
- Дом 1 — Главное адмиралтейство
- Сад Зимнего дворца
- Александровский сад

## Транспорт
Ближайшая станция метро — «Адмиралтейская».
Автобус: маршруты № 7, 10, 24, 191

Троллейбус: маршруты № 1, 7, 10, 11

## Пересечения
Проезд граничит или пересекает следующие мост, набережные, площадь и проспект:
- Дворцовый мост
- Дворцовая площадь
- Адмиралтейский проезд
- Адмиралтейский проспект